# Judas
Judas ist ein männlicher Vorname.

## Herkunft und Bedeutung
→ Hauptartikel: Jehuda
Beim Namen Judas handelt es sich um die deutsche Schreibweise von Ἰούδας Iúdas, der im Neuen Testament verwendeten, gräzisierten Variante des hebräischen Namens יְהוּדָה jəhūdāh.

## Verbreitung
In der Antike war der Name Judas in der Levante verbreitet. Heute wird er weltweit kaum vergeben, dies liegt vermutlich an der Synonymisierung des Namens mit dem Wort „Verräter“. Entgegen vielfach verbreiteter Gerüchte ist es in Deutschland jedoch nicht grundsätzlich verboten, Judas als Vorname zu vergeben. Da jedoch das deutsche Namensrecht vorsieht, dass der von den Eltern gewählte Name das Kindswohl nicht gefährden darf, obliegt es den einzelnen Standesämtern, den Namen zuzulassen oder wie der Jurist Tobias Fröschle als herabwürdigend zu verstehen. Dennoch wurde und wird der Name regelmäßig in Deutschland von Standesämtern eingetragen.

## Namenstag
Der Namenstag von Judas wird nach Judas Thaddäus am 28. Oktober gefeiert.

## Namensträger

### Biblische Personen
- Judas Makkabäus, jüdischer Freiheitskämpfer im 2. Jahrhundert v. Chr.
- Judas Iskariot, Apostel Jesu Christi, der ihn an die Römer auslieferte
- Judas Thaddäus, ein Apostel Jesu
- Judas, der Herrenbruder, einer der Geschwister Jesu
- Judas Thomas: Vorname des Thomas (Apostel) in der syrischen Tradition
- Judas Barsabbas, Gesandter des Apostelkonzils

### Andere Personen
- Judas, der Galiläer, Anführer eines Aufstands gegen Herodes Antipas in Galiläa um 4 v. Chr. sowie gegen die römische Volkszählung in Judäa um 6 n. Chr. (nach Flavius Josephus Gründer der Partei der Zeloten)
- Judas, der Sohn des Ezechias, von Flavius Josephus erwähnter Rebell gegen die Herrschaft des Herodes Antipas über Sepphoris (wohl identisch mit Judas dem Galiläer[7])

- Judas (Chronist), ein christlicher Chronist um 200
- Judas Cyriacus, Bischof von Jerusalem (ca. 310–363) nach dem legendenhaften Bericht des Eusebius von Caesarea